# Шпак Аліна Володимирівна
Аліна Володимирівна Шпа́к (нар. 24 грудня 1980, м. Луцьк) — українська громадська та державна діячка, архівістка, колишній перший заступник голови Українського інституту національної пам'яті, виконувала обов'язки голови інституту. Один з лідерів процесу декомунізації в Україні.

## Освіта
Закінчила філологічний факультет Волинського державного університету імені Лесі Українки за спеціальністю англійська мова та література, ступінь — магістр.

## Кар'єра
Громадською діяльністю почала займатись з весни 1999 року, вступивши до лав Волинської обласної організації «Молода Просвіта», з осені 2000 року — голова організації. За цей час було здійснено ряд заходів з патріотичного та релігійного виховання молоді, пропаганди здорового способу життя, ознайомлення молоді з її правами, широкої просвітницької діяльності.
Була членом Правління Центру громадських молодіжних організацій Волині «Наша Справа», директор Центру Європейської Інформації (м. Луцьк). З 18 квітня 2000 року — заступник координатора та член колегії Волинської обласної організації молодіжної ініціативи «Альтернатива».
В 2002 році, разом з Ігорем Гузем та Ігорем Куликом, заснували та, через два роки, зареєстрували Волинську обласну організацію «Молодіжний націоналістичний конгрес», у 2003 році — заступник голови цієї організації. У липні 2003 року, разом з Ігорем Гузем, Оленою Халімон та іншими, брала участь у створенні молодіжного табору «Прощаниця», метою якого було протидіяти вибаченню Кучми перед Польщею, та добиватися встановлення правди про українсько-польське протистояння 1943 року на Волині, однак «Беркут» розігнав цей табір, а його учасників не вдалося арештувати через втручання народного депутата Василя Червонія.
У 2003—2004 року була однією з координаторок гуманітарного проєкту МНК «Свій до свого по своє»: в його рамках по Україні поширено близько 3 млн примірників україномовної літератури. В 2004 році була одним із засновників Волинської обласної організації «Студентське Братство Волині», першим керівником якої став член МНК, голова ради честі МНК Ігор Кулик. Вже весною 2004 року були згадані серед керівництва «Пори» лідери — «ідеалістка» Аліна Шпак і «прагматик» Владислав Каськів. У квітні-травні 2005 року координувала акції за звільнення з-під варти Ігоря Гузя та його прибічників, ув'язнених через участь у протестах у Мінську
.
У 2005—2006 роках керувала штабом виборчого блоку, сформованого на виборах у Луцьку міську раду 5-го скликання — "Блок Ігоря Гузя «Національний Альянс» (список блоку очолили, разом з Гузем і Шпак, також інші колишні активісти МНК: Ігор Кулик, Андрій Бокоч, Микола Господарик, Павло Данильчук, Олександр Панасюк), але блок зазнав поразки, хоча його керівникам фаворизував, обраний 2006 року, новий мер Луцька Богдан Шиба. У 2006—2008 роках працювала в Луцькій міськраді, була начальником управління міжнародного співробітництва та проектної діяльності.
У 2008—2010 роках працювала в Службі Безпеки України: консультантом, заступником начальника управління та заступником директора департаменту. Зокрема, на запрошення Володимира В'ятровича, в 2009—2010 роках, працювала на посаді заступника директора Департаменту архівного забезпечення Служби безпеки України. Обох було усунуто з посад, як нелояльних до нового курсу президента Януковича.
У 2010—2012 роках тимчасово не працювала, проживала в Луцьку. У 2012—2013 роках — директор Державної бюджетної установи «Волинський регіональний центр з інвестицій та розвитку». У 2013—2014 роках згадана у джерелах, як директор Центру досліджень визвольного руху, фактично ж була на той час заступником В'ятровича, який був юридичним головою організації, та керівником її наукової ради.
З 21 червня 2014 року до січня 2015 року — 1-ий заступник директора Українського інституту національної пам'яті. Від 4 лютого 2015 року — перший заступник голови Українського інституту національної пам'яті.
У 2014—2015 роках створила ліквідаційну комісію Українського інституту національної пам'яті, яка станом на 1 грудня 2015 року завершила ліквідацію попередньої юридичної особи (номер у ЄДРПОУ 37568550). Паралельно, уже з 10 вересня 2014 року перебувала на реєстрації нова юридична особа Українського інституту національної пам'яті (номер у ЄДРПОУ 39389301), яку очолив Володимир В'ятрович. Як голова ліквідаційної комісії «старого» Українського інституту національної пам'яті, була відповідачем позову одного з колишніх працівників інституту про поновлення на роботі, стягнення середнього заробітку за час вимушеного прогулу та відшкодування моральної шкоди. Однак у задоволенні позову суд 11 серпня 2015 року відмовив.. В листопаді 2016 року була офіційним представником установи на міжнародних обговореннях перебігу декомунізації в Україні.
З 18 вересня 2019 року по 11 грудня 2019 року, після звільнення з посади Володимира В'ятровича, виконувала обов'язки голови УІНП. 19 лютого 2020 року звільнена з посади першого заступника голови Українського інституту національної пам'яти.
31 серпня 2020 року призначена першим заступником голови Секретаріату Уповноваженого із захисту державної мови.

## Особисте життя
Батьки — Шпак Володимир Маркович, 1952 року народження, мешканець Луцька, викладач психології ВДУ, та Шпак Алла Дмитрівна, 1959 року народження, мешканка Луцька.
Брат — Шпак Віталій Володимирович, 1986 року народження, уродженець Луцька, був головою голова станичної ради Луцької станиці Української національної скаутської організації «Пласт» у 2005—2007 роках, у 2007—2010 роках займав посаду голови Крайової Пластової Старшини, у 2010—2012 роках очолював київський офіс УКУ, у 2012 р. переїхав до США.